# Pristava, Sežana
Pristava je naselje v Občini Sežana.